# Лазар Брчић Костић
Лазар Брчић Костић (Суботица, 1. септембар 1950) је музичар, кантаутор већега броја протест-песама.

## Ранији живот
Лазар Брчић Костић родио се у Суботици. У школским данима имао је неколико надимака, звали су га Брле (од Брчић), па онда Karlo, тако је данас стигао до Лазар Б. Костић (к) — Карло. Лазар је завршио техничке школе и цели свој радни век до одласка у Канаду, 1993. године, радио је у Градском водоводу Суботица. Дуго времена се бави и политикчким радом а у периоду 1991-1993 оснива и постаје први председник општинске парламентарне странке Савез грађана Суботице.

## Каријера
Почетком шездесетих година је приватно две године учио класичну гитару у Суботици, а у својој 14. години (1964) написао је своју прву песму Дивни дани су били то, 1967. године са већ неких петнаестак властитих композиција (мешавина рокенрола и протест-песама), увелико свира своје песме на приватним забавама и плесовима. Године 1967. као члан Омладинске радне бригаде Радио Телевизија Србија — Најбољи другови, учествује на радној акцији Нови Београд, и тамо са својом песмом Ја сам син сиромаха у Омладинском и Студентском насељу више од мјесец дана држи прво мјесто на топ-листи слушаних песама. Исте године наступа и на другом програму Радио Београда.
Крајем 1970. године у предтакмичењима, за квалификације за Суботички омладински фестивал музике, са песмом Пустињак стари, осваја прво место и улази у ужи фестивалски предизбор.1969 год формира групу „Сенке“ у саставу Милан Рацић, Милан Анђелић и Лазар Брчић Костић са којом свира музику у дому техничке школе.
У периоду између 1970. године и 1980. године, професионално се бави музицирањем заједно са Миланом, Буцом, Јаносом и Светозарем у групи Мали Палић на Палићу, а од 1980. године па до данас наступа само за ужи круг пријатеља.
Од 1964. године па до данас написао је близу 400 песама, углавном протестног карактера. Већи број песама лиценцирао је са Creative Commons лиценцом..
Од 1993. године живи и ради у Ванкуверу у Канади. У протеклих неколико година остварује изванредну сарадњу са уредником Радио Ниагара. За јубиларну двогодишњицу рада те радио-станице пише и изводи песму Тако се то ради, која јој постаје и химна.

### Протестне песме
Већина протестних песама од Брчић Костић Лазара носе основну поруку незадовољства људи са животним, економским и социјално-политичким условима, који по свом обиму превазилазе стање из 60-их и 70-их година прошлог стољећа, када је дошло до масовних протестних покрета. Сетимо се Боба Дилана, Донована те Џоан Баез, који су певали песме против рата у Вијетнаму, затим Пита Сигера, једног од најистакнутијих певача протестних песама на социјалне и друштвене односе. Његова песма We Shall Overcome, остаће за сва времена „крик маса“ за промене. Свакако да се ту морамо подсетити и на Ивицу Перцла, певача протеста из Хрватске.

## Награде
Лазар Брчић Костић добитник је Октобарске награде града Суботице за 1989. годину.*